# Verzorgingsplaats Bornheim
Verzorgingsplaats Bornheim is gelegen aan de Nederlandse A28 Utrecht-Groningen tussen afritten 16 en 17 nabij Wezep in de gemeente Oldebroek.
In 1999 deed Shell op dit tankstation een proef met zogenaamde Natuurstroomstations, waarbij het tankstation lokaal met zonnepanelen energie opwekt voor het tankstation.
Sinds eind 2009 is het Shell-tankstation vervangen door een BP-station.
Aan de andere kant van de snelweg ligt verzorgingsplaats ’t Loo.
Er is een snellader van Fastned aanwezig voor het opladen van elektrische auto's.
Richting Groningen: Vanenburg · Dasselaar · Leuvenhorst · Willemsbos · De Kraaienberg · Bornheim · De Markte · Dekkersland · Lageveen · Smalhorst · Peelerveld · Glimmermade
Richting Utrecht: Witte Molen · Zeijerveen · De Mussels · Panjerd · Haerst ·  't Loo · Vosbergen · De Haere · Hendriksbos · Drielander · Oldenaller · Hooglanderveen